# Inma Codina
María Inmaculada Codina Ramírez (El Chive, Lubrín, Almería 3 de abril de 1928-Granada 4 de agosto de 2014), más conocida como Inma Codina, fue una locutora, actriz de voz y actriz de doblaje en la radio española. 
Comenzó su carrera en Radio DERSA en Tetuán. Trabajó como locutora de radio en las emisoras de Radio Juventud en Almería, Radio Madrid, Radio Sevilla, Radio Granada. También fue la primera voz de Los 40 Principales.

## Biografía
Nació en El Chive, una pedanía de Lubrín, un pueblo de la provincia de Almería, España el 3 de abril de 1928. Hija y nieta de químicos especializados en la industria azucarera, su padre fue director de una empresa azucarera en Tetuán, en el protectorado español de Marruecos, donde comenzó su carrera profesional como locutora en 1952 en la entonces conocida Radio DERSA.
Más tarde, en 1954 trabajaría en Radio Juventud de Almería, bajo la dirección de Baldo Ferrer. Su trabajo en el programa «Coser y cantar» le cosechó un gran éxito en su carrera profesional.
Trabajó como actriz de voz en la versión de radio de La Bella Durmiente bajo la dirección artística de Luis Sagi-Vela, interpretando al personaje de la Reina. Dentro del cuadro artístico se podía encontrar a Marisol en el papel de Aurora o, José Luis Pécker como narrador.
Falleció en Granada el día 4 de agosto de 2014 a los 86 años.